# Brimeura fastigiata
Brimeura fastigiata är en sparrisväxtart som först beskrevs av Domenico Viviani, och fick sitt nu gällande namn av Chouard. Brimeura fastigiata ingår i släktet Brimeura och familjen sparrisväxter. Inga underarter finns listade i Catalogue of Life.